# صاریغ چهارچشم موندولفی
صاریغ چهارچشم موندولفی (نام علمی: Philander mondolfii) نام یک گونه از سرده صاریغ‌های چهارچشم است.